# Воронежская (станица)
Воро́нежская — станица в Усть-Лабинском районе Краснодарского края. Образует Воронежское сельское поселение, являясь его административным центром и единственным субъектом.

## География
Станица расположена на границе с республикой Адыгея, на возвышенном правом берегу реки Кубань, в 5 км к западу от города Усть-Лабинск, на автомобильной трассе Краснодар — Кропоткин.
Действует железнодорожная станция Варилка, ходят пригородные поезда: Краснодар — Кропоткин. Имеются предприятия сельского хозяйства.

## История

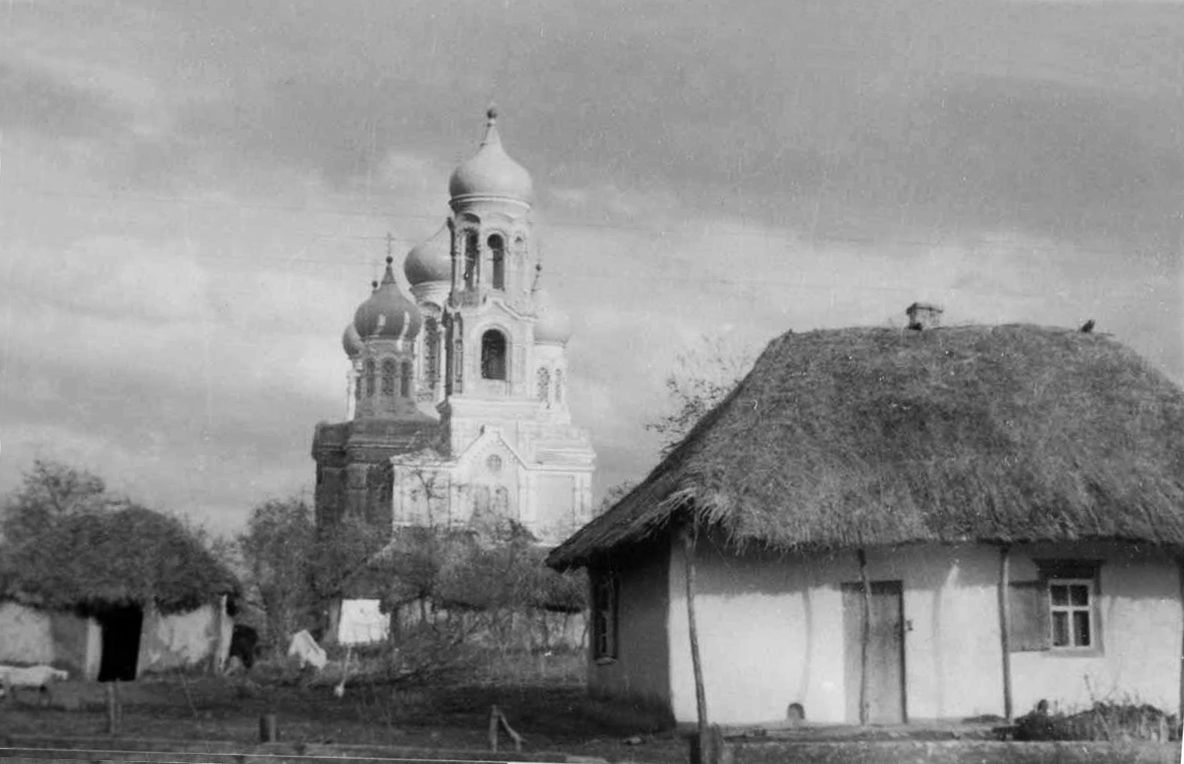
Храм Рождества Пресвятой Богородицы, 1942

Станица была основана в 1804 году переселенцами с Дона - донскими казаками у Воронежского редута, сооружённого в конце XVIII века и названного в честь Воронежского мушкетёрского полка.
Статья из ЭСБЕ (конец XIX века):
«Воронежская станица (с посадом Праздничным) — в Кубанской области, в Екатеринодарском отделе. Жителей 3246 (1890), жилых домов 663, дворовых мест 571, земли в общинном пользовании — 25603 десятины, лошадей 439, рогатого рабочего скота 1650 пар волов, прочего рогатого скота — 2548 голов, овец — 2110; 1 училище, 9 лавок, 2 питейных заведения, 1 водочный завод и 8 ветряных мельниц.»
В годы Великой Отечественной войны станица была оккупирована немецкими войсками, которые устроили здесь массовое уничтожение военнопленных — 3407 человек.

### Этимология
Станица названа в честь Воронежского мушкетёрского полка, который в конце XVIII века стоял на Кавказской линии. Полк, в свою очередь, назван по городу Воронеж.  Адыгское название станицы (адыг. Хьамцӏы́й оу) произошло от адыг. хьамцӏый — «рожь, жито» и адыг. оу — междометие, обозначающее удивление.

## Население
| 1939  | 1959  | 1979  | 2002  | 2010  | 2012  | 2013  |
| ----- | ----- | ----- | ----- | ----- | ----- | ----- |
| 5726  | ↘5505 | ↗6233 | ↗7924 | ↗8562 | ↗8604 | ↗8629 |
| 2014  | 2015  | 2016  | 2017  | 2018  | 2019  | 2020  |
| ↗8689 | ↗8720 | ↘8697 | ↘8650 | ↘8641 | ↘8592 | ↘8582 |
| 2021  | 2023  |       |       |       |       |       |
| ↘7970 | ↘7819 |       |       |       |       |       |

Национальный состав населения (2002): русские (91,3 %), армяне (3,4 %), украинцы (1,8 %) и др.

## Достопримечательности
- Действующий православный храм Рождества Пресвятой Богородицы, возведение которого началось в 1911 году, а закончилось в 1915. — памятник архитектуры[24]
- В окрестностях два меотских городища III века до нашей эры, курганы.
- Памятники: основателям станицы, героям Великой Отечественной войны, жертвам гражданской войны, Пушкину, Ленину, часовня "Победоносца Георгия" в честь казаков станицы Воронежской, павших смертью храбрых на турецких и западных фронтах Первой Мировой Войны 1914-1917 гг.
- Роща пограничников. Основана в 2015 году ветеранами-пограничниками.

Станица известна в крае тем, что её жители изготавливают подушки, которые продают вдоль автотрассы.

## Известные уроженцы
- Афанасьев Иван Филиппович — командир гарнизона Дома Павлова в Сталинградской битве.
- Марченко Михаил Николаевич (род. 1940) — российский юрист.